# Roseromanen
Roseromanen, eller på fransk Le Roman de la Rose, er et storstilet fransk fortællende middelalderdigt fra 1200-tallet. Værket, som havde stor påvirkning på senere middelalderlitteratur, er fremstillet som en allegorisk drømmevision og værkets udtalte hensigt var både som underholdning og samtidig didaktisk, at undervise i kærlighedens kunst.
Roseromanen er skrevet to gange af to forskellige franske forfattere. Den ellers ukendte Guillaume de Lorris skrev første del, 4058 verselinjer, i 1237, og værket blev derefter udvidet af Jean de Meun en gang mellem 1275 og 1280 med yderligere 17.724 verselinjer.
Værkets popularitet var enorm i løbet af middelalderen over hele Europa, og omkring 300 bevarede manuskripter viser, hvilken grad bogen blev dyrket, og hvilken betydning den fik. Det bliver betragtet som et centralt værk inden for middelalderens franske litteratur. Roseromanen er også et berømt eksempel på høvisk litteratur.